# 기독교민주당 (오스트레일리아)
오스트레일리아 기독교민주당(영어: Christian Democratic Party)은 오스트레일리아 뉴사우스웨일스주의 정당으로 1977년에 설립했다.

## 같이 보기
- 오스트레일리아 기독당
- 가족우선당